# Calamonte
Calamonte – gmina w Hiszpanii, w Estremadurze, w prowincji Badajoz. W 2012 roku gminę zamieszkiwało 6 361 mieszkańców.